# Dilasag
Dilasag là một đô thị cấp bốn ở tỉnh Aurora, Philippines. Theo điều tra dân số năm 2015, đô thị này có dân số 15.835 người trong.

## Các đơn vị hành chính
Dilasag, về mặt hành chính, được chia thành 11 khu phố (barangay).
- Diagyan
- Dicabasan
- Dilaguidi
- Dimaseset
- Diniog
- Lawang
- Maligaya (Pob.)
- Manggitahan
- Masagana (Pob.)
- Ura
- Esperanza